# Heiligenkreuz im Lafnitztal
Heiligenkreuz im Lafnitztal è un comune austriaco di 1 245 abitanti nel distretto di Jennersdorf, in Burgenland; ha lo status di comune mercato (Marktgemeinde). Il 1º gennaio 1971 ha inglobato il comune soppresso di Poppendorf im Burgenland.

## Geografia
Le comuni catastali sono Heiligenkreuz im Lafnitztal e Poppendorf.